# Labropsis
Labropsis ist eine Gattung der Lippfische, die im tropischen Indopazifik von der Küste Ostafrikas im Westen bis zu den Ryūkyū-Inseln im Norden und Mikronesien, den Cookinseln und Französisch-Polynesien im Osten vorkommt.

## Merkmale
Labropsis-Arten sind relativ klein und erreichen nur selten eine Standardlänge von 10 cm. Der Körper ist langgestreckt, die Körperlänge ist mehr als dreimal so groß wie die Körperhöhe. Der Schwanzstiel ist bei den meisten Arten mehr als doppelt so hoch wie lang. Das kleine, horizontal oder leicht schräg stehende Maul ist endständig, die Maxillare reicht nicht bis unter den Vorderrand der Augen. Die Lippen sind sehr dick und fleischig. Bei geschlossenem Maul formen sie eine kurze Röhre. Der Oberkiefer ist vorne mit zwei Paaren gebogener Eckzähne besetzt. Am Mundwinkel findet sich ein weiteres Eckzahnpaar. Der Raum dazwischen ist zahnlos. Im Unterkiefer steht vorne ein einzelnes Eckzahnpaar, dahinter folgen wenige stetig kleiner werdende Zähne. Die Schlundzähne sind sehr klein. Die Kiemenrechen sind klein oder nur rudimentär ausgebildet. Ihre Zahl liegt bei 7 bis 11 und sie sind nur auf dem unteren Ast des Kiemenbogens vorhanden. Die Kiemenmembranen sind breit am Isthmus zusammengewachsen. Die Nasenöffnungen sind sehr klein, die vorderen enden in einer kurzen Röhre. Die Schuppen sind klein und cycloid. Die Schwanzflosse ist in der Regel abgerundet. Alle Weichstrahlen von Rücken- und Afterflosse sind verzweigt. Die Seitenlinie ist vollständig. Sie beginnt auf der oberen Körperhälfte, verläuft unterhalb des vorderen Rückenflossenabschnitts scharf nach unten und dann weiter gerade bis auf den Schwanzstiel. Jede Schuppe der Seitenlinie ist mit einer einfachen Röhre oder einer Pore ausgestattet.
Morphometrie
- Flossenformel: Dorsale IX/(10)–12, Anale III/(9)–11, Pectorale 13–15, Ventrale I/5, Caudale 14(15) / 5–8 / 6–7.
- Schuppenformel: SL 27–49
- Branchiostegalstrahlen: 5.
- Wirbel 1O+15.

Labropsis-Arten sind protogyne Hermaphroditen und nach dem Eintreten der Geschlechtsreife zunächst weiblich, um sich in einem späteren Lebensabschnitt in ein Männchen zu verwandeln. Bei zwei Arten ist die Geschlechtsveränderung mit einer signifikanten Farbveränderung verbunden, außerdem entwickeln die Männchen eine ausgefranste Schwanzflosse. Bei drei anderen Arten ändert sich die Farbe nicht oder nur wenig, die Bauchflossen der Männchen verlängern sich jedoch deutlich und ihr Rückenprofil wird deutlich konvex.

## Lebensweise
Labropsis-Arten leben in Korallenriffen. Das röhrenförmige Maul, die dicken Lippen, die wenigen und kleinen Schlundzähne und die konische Form dieser Zähne deuten darauf hin, dass sie sich von weicher Nahrung, wahrscheinlich von Korallenpolypen ernähren. Die meisten anderen Lippfische bevorzugen dagegen hartschalige Nahrung wie Weichtiere, Stachelhäuter und Krebstiere und besitzen molariforme (backenzahnartige) Schlundzähne, mit denen sie das harte Exoskelett der Beutetiere aufbrechen. Die Jungfische der Labropsis-Arten betätigen sich als Putzerfische und säubern Flossen und Rumpf anderer Fische von Ektoparasiten. Im Unterschied zu den meisten anderen Lippfischen, die oft revierbildend sind, schweifen die Labropsis-Arten weit umher.

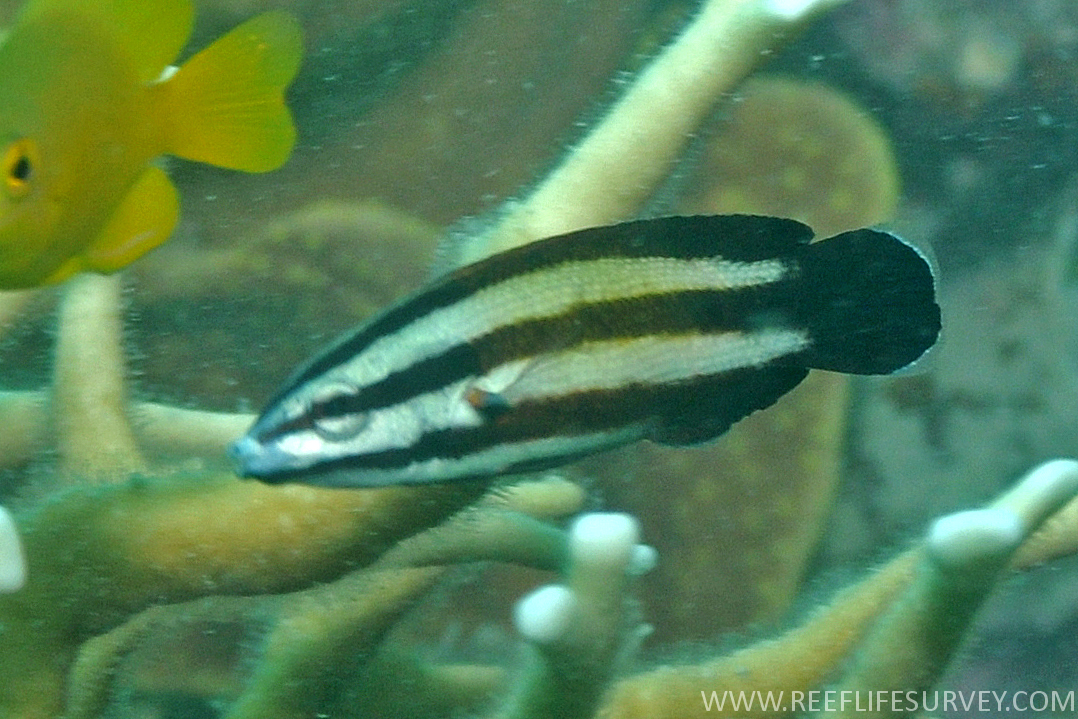
Labropsis australis, Jungfisch

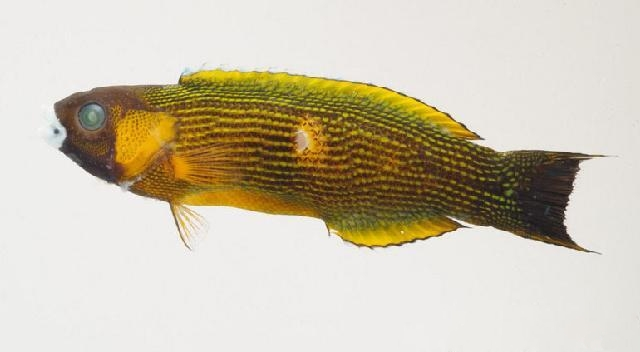
Labropsis polynesica, adultes Exemplar

Die Jungfische zeigen mit breiten schwarzen, weißen, blau-weißen und gelb-weißen Längsstreifen ein ähnliches Farbmuster wie die Labroides-Arten, die ihr ganzes Leben lang ein Putzerfischverhalten zeigen. Dieses Muster dient wahrscheinlich in allen tropischen Meeren einheitlich zur Erkennung der Putzerfische und ist auch bei den karibischen Putzergrundeln (Elacatinus sp.) zu finden.

## Arten
Es gibt sechs Arten:
- Allens Putzerlippfisch (Labropsis alleni Randall 1981)
- Südlicher Putzerlippfisch (Labropsis australis Randall 1981)
- Nördlicher Putzerlippfisch (Labropsis manabei Schmidt 1931)
- Mikronesien-Putzerlippfisch (Labropsis micronesica Randall 1981)
- Polynesien-Putzerlippfisch (Labropsis polynesica Randall 1981)
- Keilschwanz-Putzerlippfisch (Labropsis xanthonota Randall 1981)